# Sei stato felice, Giovanni
Sei stato felice, Giovanni è stato il primo romanzo di Giovanni Arpino, pubblicato nel 1952.
Il libro del giovane Arpino fu stampato da Einaudi su interessamento di Elio Vittorini, che lo considerava un'opera di «neorealismo con parolacce» e apprezzava la disinvoltura del giovane autore. Il critico Barberi Squarotti considerava il libro un romanzo d'avventure «sorretto da straordinaria capacità di scrivere» anche se privo di manifesto impegno politico e sociale, e ne sottolineò la «leggerezza del vivere» e il «fondamentale ottimismo», che ne facevano un'opera «allegra e felice», in netta contrapposizione con lo stile serio della maggior parte dei romanzi italiani del dopoguerra.
Durante la sua vita, Arpino non volle mai che questo libro fosse ristampato. 

## Trama
La storia è ambientata a Genova, tra i caruggi nei pressi del vecchio porto, negli anni immediatamente successivi alla seconda guerra mondiale. 
Giovanni e i suoi amici Mario e Mangiabuchi sono degli spiantati che cercano di tirare a campare con lavori occasionali. Mangiabuchi è un saltimbanco che fa spettacoli di strada. Giovanni è l'unico dei tre ad amare la cultura, e fa sacrifici per poter vivere da solo in una camera di un povero albergo e potersi ritagliare il tempo per leggere qualche libro. Giovanni è anche il bello del gruppo: gli piace la prostituta Giovanna, ma cede alle attenzioni di Olga, cameriera dell'albergo che gli porta da mangiare in camera per trascorrere una notte con lui.
Giovanni ha un modesto lavoro come assemblatore di cassette, ma viene licenziato. In occasione di una corsa ciclistica, Mario gli propone di vendere arance e bibite, ma il loro carretto viene investito da un camion e i debiti aumentano. Assediati dalla fame, Giovanni e i suoi amici inventano espedienti per mangiare qualcosa: in un'osteria mangiano e si ubriacano senza pagare il conto, e devono intervenire i carabinieri; poi uccidono una gatta per mangiarla arrosto, e uniscono al pasto anche le rane che Mangiabuchi usa nei suoi spettacoli.
Infine Giovanni si decide a chiedere aiuto a Francesco, un ex bancario divenuto contrabbandiere. Francesco lo fa entrare nel suo gruppo, Giovanni partecipa ad un'azione per trasportare a terra da una nave un carico di sigarette e guadagna una somma ingente, con cui riesce a pagare i suoi creditori. Dopo questo episodio Giovanni perde i contatti con Mario e Mangiabuchi, ma conosce Maria, una vedova più anziana di lui con la quale instaura una relazione, che finisce poco dopo quando Maria lo caccia.
I soldi guadagnati col contrabbando stanno per finire, e Giovanni deve trovare una soluzione per il futuro. Trascorre qualche tempo girovagando per la città, capisce che ha bisogno di «tornare a sperare», decide di partire e sale su un treno per Roma.
Il tema della felicità è richiamato spesso nel romanzo. Preso dallo sconforto, Giovanni capisce che si devono trovare dei motivi per reagire, e un motivo è egli stesso «non più felice». Quando intervengono i carabinieri, dopo l'episodio della cena non pagata, Giovanni, ubriaco, urla ripetutamente «sono molto felice». Girovagando per Genova dopo essere stato cacciato da Maria, Giovanni si imbatte nel busto di un poeta, al quale dice «sono stato felice e darei l'anima per esserlo ancora un poco». 

## Edizioni
- Giovanni Arpino, Sei stato felice, Giovanni, collana I gettoni, n. 10, Einaudi, 1952,  pp. 242.
- Giovanni Arpino, Sei stato felice, Giovanni, Rusconi, 1988,  pp. 213.
- Giovanni Arpino, Sei stato felice, Giovanni, collana Corpo 16, n. 17, Angolo Manzoni, 2001,  pp. 307, ISBN 88-86142-63-3.